# La Péruse
La Péruse är en kommun i departementet Charente i regionen Nouvelle-Aquitaine i västra Frankrike. Kommunen ligger  i kantonen Chabanais som ligger i arrondissementet Confolens. År 2018 hade La Péruse 496 invånare.

## Befolkningsutveckling
Antalet invånare i kommunen La Péruse
Referens:INSEE